# Yoni Tuataane
Pas d'image ? Cliquez ici

a Compétitions nationales et continentales officielles uniquement.

b Matchs officiels uniquement.
Dernière mise à jour le 20 novembre 2024.
Yoni Tuataane, né le 22 octobre 2003 à Angers (Maine-et-Loire), est un joueur français de rugby à XV. Il évolue au poste de troisième ligne aile au Biarritz olympique.

## Biographie
Yoni Tuataane commence la pratique du rugby à XV au SCO d'Angers, avant de rejoint le RC Vannes en 2020. 
En avril 2022, il est sélectionné avec l'équipe de France des moins de 20 ans développement contre l'Irlande (défaite 21-27) puis est retenu dans un groupe élargi de 43 joueurs des moins de 20 ans un mois plus tard,.
A l'issue de la saison 2021-2022, il rejoint le centre de formation de l'ASM Clermont,. En octobre 2022, il est convié pour aller s'entraîner avec l'équipe de France en tant que partenaire d'entraînement. Le mois suivant, il dispute son premier match en Top 14 contre le Racing 92. Début janvier, il joue son deuxième match avec l'ASM Clermont contre le Stade toulousain. Il ne rejoue ensuite plus avec l'équipe professionnelle, étant notamment gêné par des soucis physiques mais participant tout de même au Supersevens en 2022 et 2023,,.
Durant l'été 2024, il s'engage au Biarritz olympique. Après deux matchs disputés, il subit une blessure au ligament croisé postérieur en octobre et est absent pour trois mois. En avril 2025, il prolonge son contrat jusqu'en 2027.